# 18343 Asja
18343 Asja este o planetă minoră (asteroid), cu un diametru de 3,412 km, din centura de asteroizi. A fost descoperită pe 2 octombrie 1989 la Smolian de Eric Walter Elst. 
Obiectul prezintă o orbită caracterizată de o semiaxă mare de 2,4139594 UAi, o excentricitate de 0,19, o înclinație de 3,52462 ° în raport cu ecliptica.